# Complete Odyssey
Complete Odyssey es un álbum compilatoria de Jamiroquai, que tiene todos las canciones de estudio de la banda es decir desde Emergency on Planet Earth hasta A Funk Odyssey.

## Canciones
1. "When You Gonna Learn?(Digeridoo)" (Kay, Jason) - 3:50
2. "Too Young To Die" (Kay, Jason/Smith, Toby) - 6:05
3. "Hooked Up" (Kay, Jason/Smith, Toby) - 4:35
4. "If I Like It, I Do It" (Van Gelder, Nick/Kay, Jason) - 4:53
5. "Music Of The Mind" (Kay, Jason/Smith, Toby) -6:22
6. "Emergency On Planet Earth" (Kay, Jason/Smith, Toby) - 4:05
7. "Whatever It Is, I Just Can't Stop" (Kay, Jason/Smith, Toby) - 4:07
8. "Blow Your Mind" (Kay, Jason/Smith, Toby) - 8:32
9. "Revolution 1993" (Kay, Jason/Smith, Toby) - 10:16
10. "Didgin' Out" (Buchanan, Wallis/Kay, Jason) - 2:37
11. "Just Another Story" - 08:49
12. "Stillness in Time" - 04:17
13. "Half The Man" - 04:49
14. "Light Years" - 05:54
15. "Manifest Destiny" - 06:22
16. "The Kids" - 05:09
17. "Mr. Moon" - 05:29
18. "Scam" - 07:02
19. "Journey To Arnhemland" - 05:22
20. "Morning Glory (single)" - 06:24
21. "Space Cowboy" - 06:25
22. "Virtual Insanity" - 05:41
23. "Cosmic Girl" - 04:03
24. "Use The Force" - 04:00
25. "Everyday" - 04:28
26. "Alright" - 04:25
27. "High Times" - 05:58
28. "Drifting Along" - 04:06
29. "Didjerama" - 03:50
30. "Didjital Vibrations" - 05:49
31. "Travelling Without Moving" - 03:40
32. "You Are My Love" - 03:55
33. "Spend A Lifetime" - 04:14
34. "Do You Know Where You're Coming From" - 05:02
35. "Funktion" (BonusTrack) - 08:27
36. "Canned Heat" - 05:31
37. "Planet Home" - 04:44
38. "Black Capricorn Day" - 05:41
39. "Soul Education" - 04:15
40. "Falling" - 03:45
41. "Destitute Illusions" - 05:40
42. "Supersonic" - 05:15
43. "Butterfly" - 04:29
44. "Where Do We Go From Here?" - 05:13
45. "King For a Day" - 03:44
46. "Deeper Underground" - 04:44
47. "Getinfunky" (Bonus Track) - 05:35
48. "Feel So Good" (Kay, Jason/Smith, Toby) - 05:20
49. "Little L" (Kay, Jason/Smith, Toby) - 04:55
50. "You Give Me Something" (Harris/Kay, Jason/Fyffe, Nick) - 03:23
51. "Corner Of The Earth" (Kay, Jason/Harris, Rob) - 05:40
52. "Love Foolosophy" (Kay, Jason/Smith, Toby) - 03:45
53. "Stop Don't Panic" (Harris/Kay, Jason/Fyffe, Nick) - 04:34
54. "Black Crow" (Harris/Kay, Jason/Fyffe, Nick) - 04:02
55. "Main Vein" (Kay, Jason) - 05:05
56. "Twenty Zero One" (Kay, Jason) - 05:15
57. "Picture Of My Life" (Harris/Kay, Jason/Smith, Toby) - 06:15

- Datos: Q5780044